# Eschatologie
Ne doit pas être confondu avec Scatologie.
 (janvier 2011).
Si vous disposez d'ouvrages ou d'articles de référence ou si vous connaissez des sites web de qualité traitant du thème abordé ici, merci de compléter l'article en donnant les références utiles à sa vérifiabilité et en les liant à la section « Notes et références ».
L'eschatologie (du grec ancien ἔσχατος / éskhatos, « dernier », et λόγος / lógos, « parole », « étude ») est le discours sur la fin du monde ou la fin des temps. Elle relève de la théologie et de la philosophie en lien avec les derniers temps, les derniers événements de l’histoire du monde ou l’ultime destinée du genre humain. Dans de nombreuses religions, celle-ci est un événement futur prophétisé dans les textes sacrés ou le folklore. Plus largement, l’eschatologie peut embrasser des concepts qui sont liés, tels que celui de Messie ou des temps messianiques, l’après-vie et l’âme.
La plupart des religions monothéistes ont des doctrines qui affirment que des membres « choisis » ou « dignes » de la seule vraie foi seront « épargnés » ou « délivrés » du jugement et de la colère de Dieu à venir. Ils seront envoyés au paradis avant, pendant, ou après ce jugement, en fonction du scénario de la fin des temps qu’elles retiennent.
L'eschatologie cosmique s'occupe de la fin des temps, parfois du jugement dernier, de la résurrection. Quant à l'eschatologie individuelle, elle traite de la vie après la mort, de la destinée de l'âme post mortem (qui prend diverses formes : séjour dans les Enfers grecs ou dans le Sheol des juifs, réincarnation, etc.).
L'eschatologie syncrétique rassemble les théories eschatologiques de différentes religions afin de les combiner et de créer des doctrines Interreligieuses  et universelles.

## Concept
Le mot « eschatologie » est employé pour la première fois par le théologien luthérien Philipp Heinrich Friedlieb, dans le titre de son ouvrage Eschatologia seu Florilegium theologicum exhibens locorum de morte, resurrectione mortuorum, extremo iudicio, consummatione saeculi, inferno seu morte aeterna et denique vita aeterna (1644). Le théologien luthérien Abraham Calovius a utilisé le terme dans la dernière partie de sa dogmatique, le Systema locorum theologicorum (1655-1677) : sous le nom de « ΕΣΧΑΤΟΛΟΓΙΑ Sacra », cette partie finale traite des fins dernières, autrement dit des événements à venir en dernier lieu au cours du développement historique voulu par Dieu.
Ce mot a son origine dans un passage du Siracide (7:36) : « Quoi que tu fasses, pense à ta fin (dans la Septante grecque τὰ ἔσχατα σου et dans la Vulgate latine novissima tua), alors tu ne feras jamais rien de mal. » En conséquence, on trouve les deux mots, « eschatologie » et novissima, dans la dernière section des dogmatiques.

## Religions monothéistes

### Judaïsme
La fin des temps décrite dans le livre de Daniel, expression consacrée, appelée A'harit HaYamim (אחרית הימים : la fin des jours) dont l'étape la plus importante, au point d'être souvent confondue avec le processus entier, est appelée Yemot HaMashia'h (ימות המשיח : les Temps messianiques). Cette croyance est cependant loin d'être accessoire. Figurant dans les treize principes de Maïmonide, l'auteur va jusqu'à en faire une base de l'appartenance au peuple Juif au cours de son commentaire sur la Mishna Sanhédrin où cette thèse est originellement présentée.
La fin des jours est traditionnellement divisée en un nombre d'époques successives :
- Hevlei Hamashia'h et Ikbata deMeshi'ha (prodromes messianiques). C'est une ère de souffrances mondiales, dans laquelle s'inscrit notamment la « guerre de Gog et Magog », c'est-à-dire Israël contre les nations, prophétisée par Ézéchiel et Zacharie [Lequel ?]. ;
- Retour du prophète juif Élie, qui amène le Messie, et début des temps messianiques proprement dits :
  - T'hiyat hamètim (résurrection des morts),
  - Yom HaDin (jour du jugement),
  - Établissement de l'Olam Haba (monde à venir) pour l'éternité.

### Christianisme

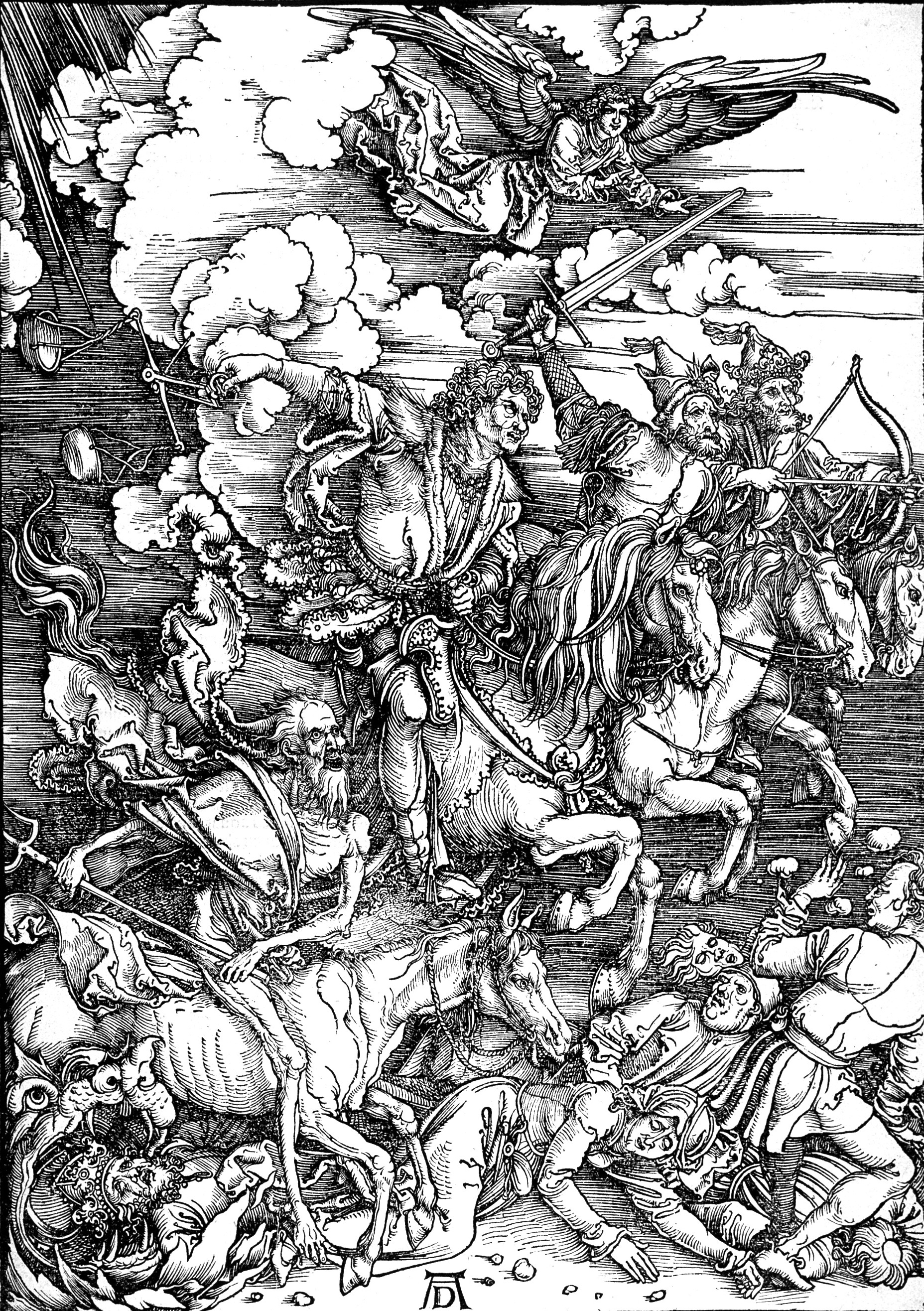
Les Quatre Cavaliers de l'Apocalypse par Dürer.

Le terme eschatos est utilisé dans le Nouveau Testament pour indiquer qu’avec le second avènement du Christ, la fin commencera. Jésus a enseigné à ses disciples, durant son ministère et lors de son Ascension, qu’il reviendrait et qu’il jugerait les vivants et les morts, tel que l’affirment les chrétiens dans leur profession de foi.
L'Apocalypse de Saint Jean décrit symboliquement la fin du monde, le combat du bien contre les forces du mal, ainsi que le retour de Jésus-Christ qui portera un nouveau nom, et le jugement dernier.
Pour les chrétiens, il semble que Dieu embrasse en un seul regard trois sortes d’évènements qui paraissent différents à un regard humain : 
- la mort des individus, la vie après la mort : l'eschatologie personnelle ;
- la fin des sociétés humaines ou d'une génération (la fin d’un monde) : l'eschatologie humaine ;
- la fin du monde (les événements de la dernière génération qui vivra sur terre) : l'eschatologie cosmique.

On trouve une preuve de ces sens multiples dans un texte de l’évangile de Matthieu 24, 37-42. Il s’agit d’un passage où Jésus parle de son retour dans la gloire, mystère habituellement réservé à la fin du monde. Or il y décrit aussi la mort individuelle d’un homme, puis d’une femme : « Comme les jours de Noé, ainsi sera l'avènement du Fils de l'homme. En ces jours qui précédèrent le déluge, on mangeait et on buvait, on prenait femme et mari, jusqu'au jour où Noé entra dans l'arche, et les gens ne se doutèrent de rien jusqu'à l'arrivée du déluge, qui les emporta tous. Tel sera aussi l'avènement du Fils de l'homme. Alors deux hommes seront aux champs : l'un est pris, l'autre laissé ; deux femmes en train de moudre : l'une est prise, l'autre laissée ».
On peut citer un autre texte des évangiles :
Luc 12:39-40 : « Vous savez que si un père de famille était averti à quelle heure un larron (voleur) doit venir, il veillerait et ne laisserait pas percer sa maison. Vous donc aussi, soyez prêts, car le Fils de l'homme (Jésus-Christ) viendra à l'heure que vous ne penserez point. »
Les chrétiens du Ier siècle croyaient que la fin du monde adviendrait durant leur vie. Jésus, dans l’Évangile selon Marc, chapitre 13, verset 8, compare la fin du monde avec les douleurs de l’enfantement d’une mère, et l’image impliquait que le monde était déjà « engrossé » par sa propre destruction, mais personne à part Dieu ne peut connaître le moment auquel cela se produira. Lorsque les convertis de Paul à Thessalonique furent persécutés par l’Empire romain, ils crurent que la fin était arrivée. Cependant, le doute monta lorsque dans les années 90 apr. J.-C., Justin le Martyr déclara que Dieu retardait la fin du monde parce qu’il voulait que le christianisme devienne une religion mondiale. Dans les années 250, Cyprien de Carthage écrivit que les péchés chrétiens de ce temps étaient un prélude à la preuve que la fin était proche.
Historiquement, les théologiens se sont divisés sur l'existence éventuelle d'un règne millénaire de Christ sur terre au moment de la fin des temps.
Cependant, vers le IIIe siècle, la plupart des chrétiens croyaient que la Fin se trouvait au-delà de leur génération ; Jésus, croyaient-ils, avait dénoncé les tentatives de faire de la divination sur l’avenir, de connaître « les temps et les saisons », et de telles tentatives de prédire le futur furent découragées, quoiqu’une date fut fixée pour la Fin à l’aide des traditions juives dans les six âges du monde. En utilisant ce système, la Fin fut fixée à 202, mais lorsque la date fut passée, elle fut changée pour 500 apr. J.-C.
Après cette date, l’importance de la Fin comme élément du christianisme fut marginalisée, bien qu’on insiste encore traditionnellement sur celle-ci lors de la saison de l’Avent.
Dans le Catéchisme de l'Église catholique le terme de « derniers temps » désigne la période historique qui débute avec la venue du Christ sur Terre il y a 2000 ans. La « fin des temps » selon ce même catéchisme est une « épreuve finale », une persécution religieuse qui « ébranlera la foi de nombreux croyants », cette période se terminant par « la victoire de Dieu sur le déchaînement ultime du mal qui fera descendre du Ciel son épouse. Le triomphe de Dieu sur la révolte du mal prendra la forme du Jugement dernier ».
Dans 2 Thessaloniciens 2: 6-7, dans un contexte eschatologique, le terme Katechon est cité en affirmant que les chrétiens ne doivent pas se comporter comme si le Jour du Seigneur se produirait demain, puisque le Fils de la perdition (l'Antéchrist de 1 et 2 Jean) doit être révélé avant. St. Paul ajoute ensuite que la révélation de l'Antéchrist est subordonnée à la suppression de "quelque chose / quelqu'un qui le retient" et l'empêche d'être pleinement manifesté. Le verset 6 utilise le genre neutre, τὸ κατέχον; et le verset 7 le masculin, ὁ κατέχων (Katechon). Puisque Saint Paul ne mentionne pas explicitement l'identité du katechon, l'interprétation du passage a fait l'objet d'un dialogue et d'un débat parmi les érudits chrétiens.

### Islam
L'eschatologie islamique est une composante de la théologie islamique qui étudie les croyances religieuses concernant la vie après la mort et la fin des temps. Ses thèmes s'inscrivent dans la continuité du judaïsme et du christianisme et, par ces doctrines, possèdent un héritage du zoroastrisme. L'eschatologie musulmane contient ainsi des éléments provenant des ouvrages comme l’Apocalypse de Baruch et l’Apocalypse de Pierre.
Dans l’islam, le Jugement dernier est une doctrine essentielle. De nombreux passages du Coran le décrivent clairement comme un événement qui transformera le monde à la fin des temps ; la terre sera détruite et tous les hommes seront rétribués comme ils le méritent.

« Lorsqu’on sonnera une seule fois de la trompette ; lorsque la terre et les montagnes seront emportées et pulvérisées d’un seul coup, celle qui est inéluctable surviendra ce Jour-là ; le ciel se fendra et sera béant ce Jour-là. Les Anges se tiendront sur ses confins, tandis que ce Jour-là, huit d’entre eux porteront le Trône de ton Seigneur. Ce Jour-là, vous serez exposés en pleine lumière ; aucun de vos secrets ne restera caché (Coran LXIX.13-18). »

Le Coran et ses enseignements se veulent des avertissements pour les hommes. Ils décrivent les événements allant se produire et il est possible de considérer qu'ils ont globalement une visée eschatologique.
Néanmoins, en raison de l'aspect fragmentaire des sourates, le Coran ne développe pas un système eschatologique complet et n'est pas explicite, par exemple, sur le devenir de l'âme entre la mort et le jour de la Résurrection. Devant cette lacune, les commentateurs musulmans ont dû avoir recours aux hadiths. C'est ainsi que "des hadîths et des récits populaires amplifient les événements apocalyptiques de la fin des temps cités dans le Coran et ajoutent des détails supplémentaires" comme la distinction entre signes majeurs et signes mineurs annonçant le Jugement.  
Pour l'eschatologie coranique, trois évènements caractérisent la fin des temps : « l'anéantissement (fanâ') de toutes les créatures, la résurrection des morts (qiyâma) et le rassemblement (hashr) en vue du jugement final ». Des signes précèdent ces événements et annoncent sa venue. Parmi ceux-ci se trouvent le décrochement du soleil, le scindement de la lune. Né dans un contexte marqué par des attentes apocalyptiques, le Coran et les hadiths soulignent le fait que Mahomet voyait cette fin des temps comme imminente,. Ces passages semblant être les plus anciens du Coran, Shoemaker considère que cette fin des temps n'ayant pas eu lieu, cette dimension eschatologique aurait été modifiée ou occultée par le pouvoir califal.

## Religions polythéistes

### Hindouisme
Les prophéties traditionnelles hindoues, telles que décrites dans les Puranas et de nombreux autres textes, disent que le monde tombera dans le chaos et la dégradation. Il y aura une montée rapide de la perversité, de l’avidité et du conflit, et cet état est décrit comme :

« Lorsque la fausseté de la tromperie, la léthargie, l’assoupissement, la violence, le découragement, la colère, l’illusion, la peur, et la pauvreté prévaudront […] lorsque les hommes, remplis de suffisance, se considèreront égaux aux Brahmanes […], alors ce sera la fin du Kali Yuga (l'âge actuel des ténèbres). »

Cet âge Kali sera suivi d’un renouveau de la foi, car le cycle se poursuivra et la terre entrera dans un nouvel âge d’or, l’âge Krita Yuga. Les écritures hindoues prédisent que ce changement cosmique sera provoqué par l’avènement d’un nouvel avatar (hindouisme), « Le Seigneur Se manifestera en son avatar Kalkî […] Il établira la droiture sur la terre et les esprits des gens deviendront aussi purs que le cristal. […] Ceci résultera en ce que le Sat ou Krita Yuga (âge d’or) soit établi ».
Note : la traduction des citations est approximative.

### Bouddhisme
Dès ses débuts, le bouddhisme s'est vu déclinant. D’après le Sutta Pitaka, Bouddha prédisait que ses enseignements disparaîtraient après 500 années : les dix préceptes moraux ne seraient plus pratiqués et seraient remplacés par leur contraire ; s'ensuivrait une période de misère et la fin du règne du vrai dharma. À l'époque médiévale, le bouddhisme ayant apparemment survécu aux prévisions pessimistes de son fondateur, la durée de vie de la doctrine est allongée à 5000, puis 10 000 ans, mais sa fin reste certaine. Des commentateurs tels que Buddhaghosa décrivent son effacement : lors d'une première étape, les arahats n’apparaîtront plus dans le monde ; plus tard, les enseignements se videront de leur contenu, puis disparaîtront entièrement ; enfin, le souvenir du Bouddha lui-même s'effacera, et ses reliques seront réunies à Bodh-Gaya, lieu de son illumination, pour y être incinérées. Un certain temps après, un nouveau bouddha, appelé Maitreya, apparaîtra pour « remettre en route la roue du dharma », et le bouddhisme ressuscité indiquera de nouveau le chemin vers le nirvana.
« Écoutez attentivement d'un seul cœur. Un homme dont l'âme est rayonnante, un homme dont l'esprit est complètement unifié, un homme qui l'emporte sur tous par la vertu - cet homme apparaîtra vraiment dans ce monde. Quand il prêchera les lois précieuses, tous les hommes seront totalement satisfaits, semblables à des assoiffés buvant les douces gouttes de pluie qui tombent du ciel. Et tout le monde sans exception atteindra la voie de la délivrance. » (Sutra du grand accomplissement de Maitreya)
Selon la tradition, Maitreya résiderait actuellement dans le ciel de Tusita, où les bodhisattvas attendent leur renaissance finale dans le monde. Gautama, bouddha de notre ère, avait lui-même succédé à de nombreux bouddhas du passé.
Les cycles de déclin et de rétablissement du bouddhisme reproduisent les cycles de création et de destruction de la cosmologie hindoue. On distingue dans un cycle trois époques (ou cinq périodes, selon les auteurs) : celle du « vrai dharma », celle du « semblant de dharma » et celle de la « fin du dharma », mòfǎ en chinois et mappō en japonais (末法), dans laquelle se situe le bouddhisme depuis pratiquement ses débuts. Ce concept a joué un rôle important durant les périodes troublées de l'histoire de la Chine et du Japon qui ont vu la naissance de sectes millénaristes. Certains courants faisant une part importante à la dévotion (Terre pure, bouddhisme de Nichiren) s'appuient sur cette croyance pour promouvoir leur enseignement, avec pour argument qu'en ces temps de fin de dharma, le bouddhisme « classique » basé essentiellement sur l'ascèse et la méditation a perdu son effet, et que seule la dévotion peut encore sauver.

### Zoroastrisme
Pour les zoroastriens, à la fin des temps ou jour de la résurrection, le dernier messie ou Sauveur, le Soshyâns, viendra diriger l'humanité. 

« Le Rénovateur du Monde victorieux et ses aides… feront un monde nouveau, soustrait à la vieillesse et à la mort, à la décomposition et à la pourriture, éternellement vivant, éternellement accroissant, souverain à sa volonté, alors que les morts se relèveront, que l’immortalité viendra aux vivants et que le monde se renouvellera à souhait. Alors que les créatures seront soustraites à la mort, les créatures seront heureuses du Bien ; la Druj tombera et sera détruite, elle aura beau aller et venir pour faire périr le juste, lui, et sa race et son monde. Le Bandit sera anéanti, avec le Ratu du bandit (Zamyad Yasht 19.11-12). »

Dans les Gãthãs, une eschatologie individuelle comporte un lieu de passage discriminatoire, le pont Cinvat, aboutissant après la mort à un enfer ou à un paradis, séjour des bienheureux et d'Ahura Mazdãh lui-même. Deux notions enrichissent et caractérisent cette eschatologie :
- celle des Fravarti, doubles tutélaires des êtres humains, qui se confondent avec les âmes des morts. Une fête annuelle en leur honneur atteste la fidélité que leur vouent les vivants et le Yašt 13 qui leur est consacré renferme des listes de héros disparus dignes de commémoration[18].
- celle de Daēna est à la fois la religion comme corps de croyance et l'aspect de l'âme par où elle touche au transcendant et se détache de la personnalité empirique. On a là l'expression de la survivance de la personnalité humaine, qu'on retrouvera plus tard épanouie dans la croyance à la résurrection des corps[18].

## Fins du monde annoncées
Selon une eschatologie New Age, l'achèvement d'un cycle de 13 baktuns, dans le compte long du calendrier maya, en décembre 2012, correspondait à la fin du monde dans sa forme actuelle. Il n'existe pas de consensus, parmi les tenants de cette prédiction, sur la nature de cette fin du monde. Certains interprètent cette date comme un moment de changement radical, où se produirait une prise de conscience globale de l'espèce humaine, la fin du monde prenant alors un sens symbolique d'ascension. D'autres, au contraire, s'attendent à un événement plus drastique : apocalypse, inversion des pôles, etc.

### Filmographie
- Les réalités de l'au-delà, eschatologie pour tous, collection de six films documentaires de Marc-Laurent Turpin, (mesure-6 Productions), France, 2008
- Jean-Michel Hoppan (CNRS), 2012 :  (l'auteur est archéologue, épigraphiste et spécialiste de l’écriture maya, et explique qui sont les Mayas et les principes de décompte du calendrier maya